# 約翰·奧古斯特 (安哈特-采爾布斯特)
約翰·奧古斯特（德語：Johann August，1677年7月29日—1742年11月7日），安哈特-采爾布斯特親王，1718年至1742年在位。
1702年，約翰·奧古斯特與薩克森-哥達-阿爾滕堡公爵腓特烈二世的姐姐弗蕾德里克結婚，兩人沒有子女。
弗蕾德里克於1709年去世。1715年，約翰·奧古斯特與符騰堡-魏爾廷根的海德薇希·弗蕾德里克結婚，兩人沒有子女。